# بر مکینتاش
بِـر مکینتاش (انگلیسی: Burr McIntosh؛ ‏ ۲۱ اوت ۱۸۶۲ – ۲۸ آوریل ۱۹۴۲) عکاس، بازیگر و ناشر «ماهنامهٔ بِـر» اهل ایالات متحده آمریکا بود. وی مابین سال‌های ۱۹۱۴ تا ۱۹۳۴ میلادی در ۵۳ فیلم نقش‌آفرینی کرد. وی دانش‌آموختۀ کالج لافایت و یک و 
قهرمان ورزشی بود.. 
«ماهنامهٔ بِـر» یک نشریهٔ ماهانه بود که مابین سال‌های ۱۹۰۳ تا ۱۹۱۰ منتشر می‌شد و عمدتاً از عکس‌های افراد مشهور و مناظر زیبا را چاپ می‌کرد و با شیوه‌ای صحافی می‌شد تا کادربندی صحیح عکس‌ها را تشویق و امکان‌پذیر کند.
از فیلم‌ها یا برنامه‌های تلویزیونی که وی در آن نقش داشته‌است، می‌توان به در دوردست شرق، آخرین اخطار، آواز یاغی و ماجراهای جدید جی. روفوس والینگفورد اشاره کرد.